# Psammolyce spinosa
Psammolyce spinosa är en ringmaskart som beskrevs av Hartman 1939. Psammolyce spinosa ingår i släktet Psammolyce och familjen Sigalionidae. Inga underarter finns listade i Catalogue of Life.